# 叶夫根尼·帕舒卡尼斯
叶夫根尼·布罗尼斯拉沃维奇·帕舒卡尼斯（俄語：Евгений Брониславович Пашуканис，1891年2月23日—1937年）生于俄国斯塔里察，苏联法学家，以研究马克思主义法学理论著名。他在斯大林发动的大清洗中被杀。

## 生平

### 早年生涯与十月革命
帕舒卡尼斯生于俄罗斯帝国特维尔州斯塔里察。由于受家庭影响，特别是其叔父影响，帕舒卡尼斯17岁时在圣彼得堡参加了俄国社会民主工党。1909年，帕舒卡尼斯开始在圣彼得堡学习法理学。因参与社会活动，沙皇的警察以流放威胁帕舒卡尼斯，故帕舒卡尼斯在1910年离开俄国赴德国。在慕尼黑，他继续其学业。在第一次世界大战期间，他回到俄国。1914年，他参与起草了俄国社会民主工党的反对一战决议。1917年十月革命及苏维埃俄国建立后，帕舒卡尼斯参加了俄国共产党（1918年成立），即俄国社会民主工党的布尔什维克翼。1918年8月，他成为莫斯科的一名法官。同时，他也开始了其法学家生涯。同时他还在外交部任职，并且是苏俄驻德国柏林使馆的顾问，于1922年参与起草了拉帕洛条约。1924年，他改任共产主义学院全职学者。

### 《法律与马克思主义的一般理论》
1924年，帕舒卡尼斯出版了其名著《法律与马克思主义的一般理论》（英語：The General Theory of Law and Marxism）。该书中最为知名的是帕舒卡尼斯的“法律的商品交换理论”。该理论建立在两个马克思主义的支柱之上：（1）在社会结构中，经济因素最重要；法律和道德原则与制度因此构成了一种上层建筑，反映了社会的经济结构。（2）在共产主义最终实现的状态下，法律及国家会消亡。如果共产主义实现了，那么道德作为共产主义的一般理解将停止发挥任何作用。

### 晚年
从1925年到1927年，另一位苏维埃法学家彼得·斯图奇卡与帕舒卡尼斯合编了《国家与法百科全书》（Encyclopedia of State and Law），并且创办了杂志《法的革命》（Revolution of Law）。1927年，帕舒卡尼斯当选为共产主义学院的全职成员，最终成为共产主义学院副院长。他和斯图奇卡在共产主义学院开始了对国家与法的一般理论的研究。但是，1930年，布哈林被斯大林攻击，因为布哈林坚持国家必须被消灭以迎接共产主义到来，如同马克思所鼓吹的一样，布哈林被免去了所有政治职务。帕舒卡尼斯很快也面临政府的压力。结果，帕舒卡尼斯不得不开始修改其国家理论。他中止了同斯图奇卡的合作。不清楚帕舒卡尼斯的这种改变只是因为担心自身安全，还是因为他确实转变了思想。为此，1931年，帕舒卡尼斯被任命为苏维埃上层建筑与法研究所（Institute of Soviet Construction and Law，苏联科学院国家与法研究所的前身）所长，以作为奖赏。1936年，他被提名为苏联司法部副政委，并被推荐为苏联科学院院士。
根据安德烈亚斯·哈姆斯（Andreas Harms）的说法，帕舒卡尼斯被帕维尔·费奥多罗维奇·尤金指控为“人民公敌”。1937年1月20日，帕舒卡尼斯被监禁，安德烈·维辛斯基很快接替了帕舒卡尼斯在苏维埃上层建筑与法研究所大职位。阿尔弗雷德·斯塔利戈维奇（Alfred Krishianovich Stalgevich），一位帕舒卡尼斯的长期批评者，接替帕舒卡尼斯在莫斯科法学研究所任教。
帕舒卡尼斯在写了许多自白之后，最终在1937年被宣判为“托派破坏者”，并被处决。1957年，帕舒卡尼斯获得死后平反，尽管其理论仍不被苏维埃法理学接受。

## 延伸阅读
- 〔澳〕迈克尔·黑德，叶夫根尼·帕舒卡尼斯：一个批判性的再评价，刘蔚铭 译，法律出版社，2012年